# Хаазе, Каролин
Каролин Хаазе (род. 25 сентября 1990 года) — немецкая пловчиха в ластах.

## Карьера
Подводным спортом занимается с 2006 года, тренируется в клубе TSC Rostock 1957 у Хартмута Винклера. В сборной с 2011 года, когда на чемпионате мира немецкая четвёрка стала третьей на дистанции 4×200 м. Многократная чемпионка Германии.